# Чортиня
«Чортиня» («Nukitsamees») — радянський художній фільм 1981 року, знятий режисером Хелле Мурдмаа (Хелле Каріс) на кіностудії «Талліннфільм».

## Сюжет
За мотивами однойменної казки Оскар Лутса. Про бешкетне чортеня, якому доброта людей і дружба з братом і сестрою (Кусті та Іті), які заблукали в лісі, допомогли стати людиною.

## У ролях
- Егерт Солль — чортиня «Бука» (дублював Федя Орловський)
- Анна-Лійса Курве — дівчинка Іті (дублювала Таня Васильєва)
- Юларі Кірсіпуу — хлопчик Кусті (дублював Ігор Єфімов)
- Іта Евер — стара відьма-чортівка Карга (дублювала Ф. Слободська)
- Марі Юуссі — сестра Іті і Кусті
- Інгрід Маасік — сестра Іті і Кусті
- Танель Каппер — брат Іті і Кусті
- Міхкель Рауд — брат Іті і Кусті
- Хейкі Моорлат — брат Іті і Кусті
- Інес Ару — мама Іті і Кусті (дублювала Г. Івлієва)
- Аарне-Маті Юкскюла — тато Іті і Кусті (дублював С. Фесюнов)
- Сулев Ниммік — дідусь (дублював М. Гаврилов)
- Каарел Кілвет — чорт, старший син Каргі
- Урмас Кібуспуу — чорт, середній син Каргі (Обормот) (дублював Г. Сисоєв)
- Тину Карк — старий чорт «Чурбан» (дублював В. Кравченко)

## Знімальна група
- Режисер — Хелле Мурдмаа
- Сценаристи — Хелле Мурдмаа, Хельгі Оїдермаа, Олав Ехала
- Оператор — Аго Руус
- Композитор — Олав Ехала
- Художник — Лійна Піхлак